# Чередующаяся перестановка
| {\displaystyle n} | Чередующиеся перестановки                             | Обратно чередующиеся перестановки                     | Количество {\displaystyle 2A_{n}} |
| ----------------- | ----------------------------------------------------- | ----------------------------------------------------- | --------------------------------- |
| 2                 | (2,1)                                                 | (1,2)                                                 | 2                                 |
| 3                 | (2,1,3), (3,1,2)                                      | (1,3,2), (2,3,1)                                      | 4                                 |
| 4                 | (2,1,4,3), (3,1,4,2), (3,2,4,1), (4,1,3,2), (4,2,3,1) | (1,3,2,4), (1,4,2,3), (2,3,1,4), (2,4,1,3), (3,4,1,2) | 10                                |

Чередующаяся перестановка (перестановка down-up; иногда альтернирующая перестановка от англ. alternating permutation или пилообразная перестановка) — перестановка {\displaystyle a}, такая что её члены по очереди возрастают и убывают, начиная с убывания:
{\displaystyle a_{1}>a_{2}<a_{3}>a_{4}<\ldots }.
Обратно чередующаяся перестановка (перестановка up-down) {\displaystyle a} — такая, что её члены по очереди возрастают и убывают, начиная с возрастания:
{\displaystyle a_{1}<a_{2}>a_{3}<a_{4}>\ldots }.
Иногда условие того, начинается ли чередование с возрастания или убывания, опускают, и оба варианта называют чередующимися перестановками без уточнения.

## Симметрии
Чередующиеся перестановки могут быть изображены геометрически как пилообразная кривая (см. рисунок справа). На них существует два биективных отображения — отражение относительно горизонтали или вертикали (см. рисунок слева). При этом горизонтальное отражение не изменяет порядок чередования (с прямого на обратный или наоборот) для нечётной длины, и изменяет для чётной, а вертикальное — всегда изменяет порядок чередования. В частности, число чередующихся и число обратно чередующихся перестановок на одном количестве элементов одинаково.

## Количество перестановок
Числа {\displaystyle A_{n}} чередующихся перестановок на {\displaystyle n} элементах образуют последовательность, начинающуюся c 1, 1, 1, 2, 5, 16, 61, 272, 1385, 7936, 50521, …, см. последовательность A000111 в OEIS.
Разбивая чередующиеся или обратно чередующиеся перестановки по положению элемента {\displaystyle 1}, можно показать, что эта последовательность удовлетворяет рекуррентному соотношению
{\displaystyle 2A_{n+1}=\sum _{i=0}^{n}{\binom {n}{i}}A_{i}A_{n-i}}.
Таким образом, экспоненциальная производящая функция {\displaystyle A(x)=\sum _{n\geq 0}A_{n}x^{n}/n!} этой последовательности удовлетворяет дифференциальному уравнению
{\displaystyle 2A'(x)=1+(A(x))^{2}}
с начальным условием {\displaystyle A(0)=1}. Из этого можно вывести, что она равна {\displaystyle A(x)=\mathrm {tg} x+\sec x}.
Секанс чётен, а тангенс — нечётен, поэтому чётные члены последовательности совпадают с коэффициентами в ряде Тейлора секанса, а нечётные — тангенса, а потому выражаются через числа Бернулли и числа Эйлера соответственно, см. подробности в Тригонометрические функции#Определение тригонометрических функций через ряды.
Ассимптотически последовательность {\displaystyle A_{n}} равна
{\displaystyle {\frac {A_{n}}{n!}}\simeq 2\left({\frac {2}{\pi }}\right)^{n+1}}.
Число справа примерно равно вероятности того, что перестановка чередующаяся.

## Числа Энтрингера
| {\displaystyle {}_{n}\!\diagdown \!\!{}^{k}} | 1 | 2  | 3  | 4  | 5  | 6  | 7  | {\displaystyle A_{n}} |
| 2                                            | 0 | 1  |    |    |    |    |    | 1                     |
| 3                                            | 0 | 1  | 1  |    |    |    |    | 2                     |
| 4                                            | 0 | 1  | 2  | 2  |    |    |    | 5                     |
| 5                                            | 0 | 2  | 4  | 5  | 5  |    |    | 16                    |
| 6                                            | 0 | 5  | 10 | 14 | 16 | 16 |    | 61                    |
| 7                                            | 0 | 16 | 32 | 46 | 56 | 61 | 61 | 272                   |

Числа Энтрингера (англ. Entringer numbers) — это числа {\displaystyle A_{n,k}} чередующихся перестановок {\displaystyle n} элементов, начинающихся с {\displaystyle k}. Таким образом,
{\displaystyle A_{n}=\sum _{k=1}^{n}A_{n,k}}.
Кроме того, поскольку к любой обратно чередующейся последовательности можно прибавить в начале {\displaystyle (n+1)}, и получить чередующуюся последовательность,
{\displaystyle A_{n+1,n+1}=A_{n}},
а потому числа чередующихся последовательностей — частный случай чисел Энтрингера.
Числа Энтрингена удовлетворяют рекуррентному соотношению
{\displaystyle A_{n,k}=A_{n,k-1}+A_{n-1,n-k+1}}
и потому образуют треугольник наподобие треугольника Паскаля (см. справа). Последовательность, получающаяся при его построчном перечислении с пропуском нулей, — это последовательность A008282 в OEIS.